# Urso-pardo-de-camecháteca
O urso-pardo-de-kamtchatka (grafia alternativa: urso-pardo-de-camecháteca) (Ursus arctos beringianus), também conhecido como o urso-pardo-do-extremo-oriente, é uma subespécie do urso pardo nativa do distrito de Anadyrsky, da península de Kamtchatka, da ilha de Karaginskiy, das Ilhas Curilas, da faixa ocidental costeira do mar de Okhotsk, do sul da cordilheira de Stanovoy e das Ilhas Shantar. Além dos territórios russos, também está presente na ilha americana de São Lourenço no Mar de Bering. Está profundamente relacionado como um clado de ursos-pardos do Alasca e da região noroeste da América do Norte, achando-se que é o antepassado do Urso de Kodiak.

## Descrição

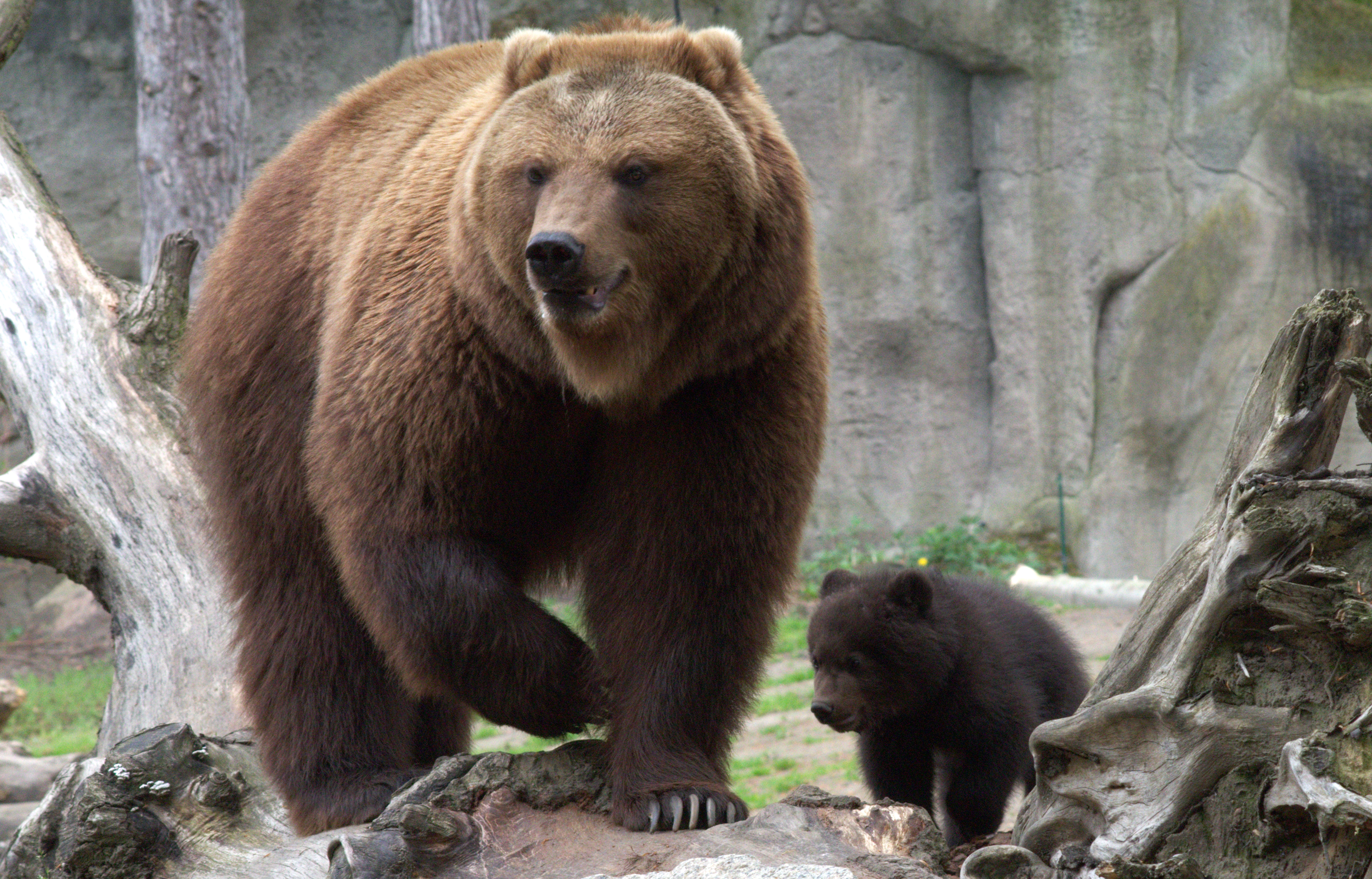
Kamchatka brown bear with cub

É um urso muito comprido, o mais comprido da Eurásia, com um comprimento de 2,4 metros, até 3 metros de altura em duas patas e pesando 700 quilos. É quase do tamanho do Urso de Kodiak; porém, o crânio é mais amplo do que o do Urso Pardo de Ussuri, e em comparação com o de Kodiak, a largura do crânio é muito maior em relação ao seu comprimento, a abertura nasal anterior é muito mais curta e os molares divergem em forma e tamanho relativo. O comprimento mais elevado dos machos é 40.3–43.6 cm e 25.8–27.7 cm de largura, enquanto os crânios das fêmeas medem 37.2–38.6 cm de comprimento e 21.6–24.2 cm de largura. A cor do pelame é predominantemente castanho escuro com um tom violeta. Raramente são encontrados exemplares com pelame claro.

## Dieta
Alimentam-se de mirtilo, Empetrum nigrum, salmão rosa e truta arco íris. No outono, comem nozes, romãs e peixe. Em tempos de escassez de alimentos, comem peixes mortos ou mamíferos marinhos, bagas e vegetação gramínea.
Os ursos pardos de Kamtchatka não representam um perigo para os humanos e somente 1% dos encontros acaba com um ataque. Os primeiros europeus que chegaram a Kamtchatka no século XIX, embora surpreendidos pelo número e tamanho dos ursos da península, repararam que eram relativamente inofensivos quando comparados aos seus parentes siberianos. Porém, em julho de 2008, houve um incidente onde uma planta de mineração de platino no distrito de Olyutorsky do Krai de Kamtchatka foi cercado por um grupo de trinta ursos que mataram dois guardas e impediram os operários de abandonar os seus lares.